# Ellezelles
Ellezelles är en kommun i Belgien.   Den ligger i provinsen Hainaut och regionen Vallonien, i den centrala delen av landet, 50 km väster om huvudstaden Bryssel. Antalet invånare är 5 853.
Trakten runt Ellezelles består till största delen av jordbruksmark. Runt Ellezelles är det ganska tätbefolkat, med 207 invånare per kvadratkilometer.